# Gusárovskoye
Gusárovskoye (del ruso: Гусаровское) es un seló del raión de Otrádnaya del krai de Krasnodar, en Rusia. Está situado en un área premontañosa de las vertientes septentrionales del Cáucaso Norte, inmediatamente al norte de la desembocadura del río Sara-Kulak en la orilla derecha del río Urup, frente a Berezhinovski y Traktovi, 24 km al norte de Otrádnaya y 199 km al sureste de Krasnodar, la capital del krai. Tenía 1 540 habitantes en 2010.
Es cabeza del municipio Krasnogvardéiskoye, al que pertenecen asimismo Vesioli, Gogolevski, Piskunóvskoye, Rozanovski, Stukánovski, Troitski y Ulanovski.

## Historia
La localidad fue fundada en 1893 por colonos provenientes de la gubernia de Kiev (otras fuentes indican como fecha de fundación 1913). En 1913 se construyó la primera escuela parroquial. En 1921 se formó la primera comuna TOSZ (M. I. Kalinin), que dos años después se convertiría en el koljós Iskra. En 1929 se intensificó la colectivización de la tierra y se formaron ocho koljoses: Priurupski, Strana Sovetov, 12 golov Oktiabria, Druzhba, Gerói truda, Iskra, Nóvaya Zhizn. Entre 1936 y 1940 se realiza la ampliación de los koljoses y se disuelve la MTS. En 1930 se establece el puesto de socorro y en 1938 se construye la escuela secundaria. En 1957 todos los koljoses se han unido en unido llamado V. I. Lenin (a partir de 1992, koljós OOO Granit, y desde 1997 parte de Plemzavod Kazminski).  En 1958 se le unió el pueblo Bratsko-Opochinovskoye.

## Economía
El principal sector económico es la agricultura. En la localidad se halla una cantera de grava.

## Servicios sociales
El municipio en conjunto cuenta con dos escuelas, dos jardines de infancia, dos clubs de cultura, dos bibliotecas, una residencia de ancianos, una para inválidos y dos puntos de atención médica.

## Personalidades
- Iván Páshchenko (*1922), piloto soviético ruso.